# Řád za zásluhy (Chile)
Řád za zásluhy (španělsky: Orden al Merito nebo Orden al Merito de Chile) je nejvyšší státní vyznamenání Chile založené v roce 1929 a udílené pouze cizincům za významné služby pro stát.

## Historie
Řád za zásluhy byl založen 20. června 1929 a nahrazoval Medaili za zásluhy. Ta byla založena během funkčního období prezidenta Germána Riesca dne 4. září 1906 vyhláškou ministerstva války No. 1350. Odkazuje také na Řád čestné legie založený Bernardem O'Higginsem v roce 1817 a zrušený v roce 1825. Medaile za zásluhy měla sloužit k ocenění záslužné služby pro Chile a byla udílena příslušníkům cizích ozbrojených sil ve dvou třídách. Prvních 200 vojenských medailí bylo raženo ze zlata a ze stříbra v Casa de la Moneda. Zlaté medaile byly určeny pro I. třídu a stříbrné pro II. třídu. Původní vyznamenání nemělo stuhu modrou, ale v barvě trikolory (červená, modrá, bílá).
K menším úpravám medaile došlo v červnu 1910 a znovu v květnu 1911, kdy bylo stanoveno, že bude udílena pouze 18. září na základě písemných návrhů. V srpnu téhož roku byla přidána nová III. třída. Během let 1911 až 1924 byla přidána třída Gran Oficial, která byla udílena zahraničním hlavám států. V roce 1925 byly stávající čtyři třídy přejmenovány na třídy: velkodůstojník, komtur, důstojník a rytíř. V roce 1929 byl vytvořen nový řád určený pouze pro cizince a udílený ve čtyřech řádných třídách. V roce 1968 byla přidána pátá třída – Gran Cruz, která může být udělena i s řádovým řetězem. Legislativa týkající se řádu byla upravena v roce 2000 v roce 2016.

## Pravidla udílení
Předsedou Rady řádu je prezident Chile, ministr zahraničních věcí Chile je kancléřem řádu.
Vyznamenání je především diplomatickým řádem, který je udělován cizincům za mezivládní vztahy a propagaci Chile v různých oblastech.

## Insignie

### Před rokem 1929
Řádový odznak I. třídy měl podobu bíle smaltované zlaté hvězdy se zlatým středovým medailonem a se zlatým přívěskem v podobě kondora s rozevřenými křídly. Hvězda byla položena na zlatém vavřínovém věnci. Odznak byl zavěšen na trikolorní stuze.
Řádový odznak II. třídy měl podobu modře smaltované stříbrné hvězdy se zlatým středovým medailonem a se stříbrným přívěskem v podobě kondora s rozevřenými křídly. Hvězda byla položena na stříbrném vavřínovém věnci. Odznak byl zavěšen na trikolorní stuze.
Řádový odznak III. třídy měl podobu červeně smaltované stříbrné hvězdy se stříbrným středovým medailonem a se stříbrným přívěskem v podobě kondora s rozevřenými křídly. Hvězda byla položena na stříbrném vavřínovém věnci. Odznak byl zavěšen na trikolorní stuze.

### Po roce 1929
Řádový odznak má podobu bíle, modře nebo červeně smaltované zlaté pěticípé hvězdy se zlatým lemováním. Barva cípů závisí na třídě řádu. Cípy jsou ukončeny zlatými kuličkami. Hvězda je položena na zlatém vavřínovém věnci. Uprostřed je zlatý medailon s vyobrazením ženy symbolizující republiku. Kolem medailonu je zlatý kruh s nápisem zlatým písmem REPUBLICA DE CHILE. Odznak je ke stuze zavěšen na zlatém kondoru s rozevřenými křídly.
Řádová hvězda se svým vzhledem podobá řádovému odznaku, je však položena na plaketu ve tvaru hvězdy a má tak téměř kruhový tvar. V medailonu také není vyobrazena hlava ženy, ale smaltovaný státní znak Chile. Kolem medailonu je modře smaltovaný kruh s nápisem zlatým písmem ve španělštině ORDEN DEL MERITO • CHILE.
Řádový řetěz sestává z 12 vavřínových věnců s plaketou v centrální části s vyobrazením bíle, modře a červeně smaltovaného státního znaku Chile. K této plaketě se zavěšuje řádový odznak.
Stuha řádu je tmavě modrá s výjimkou velkokříže, kdy je tmavě modrá s úzkými červenými okraji.

## Třídy

### Před rokem 1929
- velkodůstojník (Gran Oficial) – přidána v letech 1911–1925
- I. třída (Primera clase) – Řádový odznak byl nošen na trikolorní stuze kolem krku.
- II. třída (Segunda clase) – Řádový odznak byl nošen na trikolorní stuze na hrudi.
- III. třída (Tercera clase) – přidána v srpnu 1911 – Řádový odznak byl nošen na trikolorní stuze na hrudi.

### Po roce 1929
Řád je udílen v pěti řádných třídách a v jedné speciální:
- řetěz (Collar de la Gran Cruz) – Řádový odznak se nosí zavěšený na řetězu. Primárně je určen pro cizí hlavy států, ale ve výjimečných případech může být udělena někomu jinému.
- velkokříž (Gran Cruz) – Řádový odznak se nosí na stuze spadající z ramene. Řádová hvězda se nosí na hrudi. Tato třída je určena pro vládní ministry, velvyslance, vrchní velitele ozbrojených sil a předsedy zákonodárných sborů či nejvyšších soudů.
- velkodůstojník (Gran Oficial) – Tato třída je určena státním náměstkům, vicepředsedům zákonodárných sborů nebo nejvyšších soudů, senátorům a vysoce postaveným příslušníkům ozbrojených sil.
- komtur (Comendador) – Tato třída je určena chargés d'affaires, poradcům ministrů, generálním konzulům a dalším.
- důstojník (Oficial) – Tato třída je určena tajemníkům velvyslanců, armádním kapitánům nebo podobně postaveným osobám.
- člen (Miembro) – Tato třída je určena tajemníkům atašé, poručíkům nebo podobně postaveným osobám.

řádový řetěz
velkokříž
velkodůstojník
komtur
důstojník
člen

## Fotogalerie

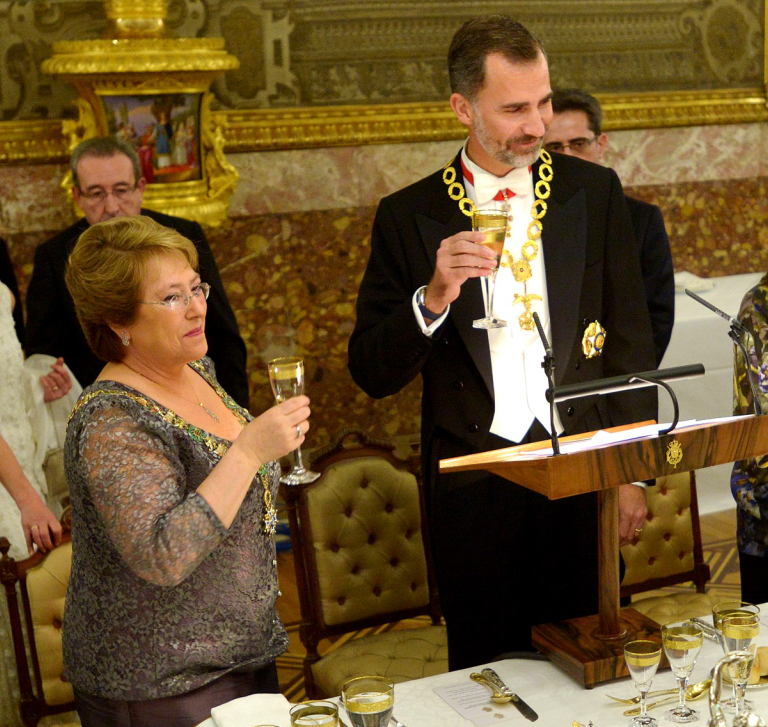
Španělský král Filip VI. s řetězem Řádu za zásluhy a bývalá chilská prezidentka Michelle Bacheletová
Rytíř
Důstojník
Velkodůstojník
Řádový řetěz